# Yo Frankie!
Yo Frankie! est un jeu vidéo gratuit et libre sorti en novembre 2008 sur PC. Il a été produit par l'Institut Blender sous le nom de Projet Abricot. Il est basé sur l'univers et les personnages du court-métrage produit en même temps par l'institut, Big Buck Bunny. Comme pour le film, le jeu est entièrement libre et se base intégralement sur du logiciel libre. Ainsi, il tourne sur toutes les plateformes qui sont capables de faire fonctionner Blender et Crystal Space, comprenant notamment Linux, OS X et Microsoft Windows.
Le projet a réellement débuté le 1er février 2008, et s'est terminé vers fin juillet 2008. Par suite de problèmes techniques, le DVD est paru avec du retard, le 14 novembre 2008. Et depuis le 9 décembre 2008, le jeu est disponible au téléchargement sous licence GNU GPL et LGPL, ainsi que son contenu sous licence Creative Commons Attribution 3.0.
Le nom du jeu « Yo Frankie! » est issu du nom du personnage principal, Frank. Cela a été proposé directement par Ton Roosendaal, puis soumis au vote de la communauté.

## Technique
Le jeu est disponible sous deux versions: l'une utilisant le moteur de jeu 3D Crystal Space, l'autre utilisant le Blender Game Engine. Bien que ces deux versions se basent sur les mêmes données, on peut voir certaines différences dans le jeu lui-même. Néanmoins, les deux versions utilisent le langage de script Python pour l'animation des personnages.
Le développement du jeu a été l'occasion d'améliorer les logiciels afin de les adapter aux besoins des développeurs. Ainsi, l'interface utilisateur de Blender a été revue au niveau de la gestion des animations et la capacité d'utilisation des shader.
À plusieurs reprises, la communauté en ligne a apporté son aide, notamment sur l'animation des personnages ainsi que le vote concernant le nom du jeu.
Le jeu est paru avec uniquement le premier épisode, nommé « A Furry Vendetta ». La base du jeu étant fonctionnelle, les développeurs proposent maintenant que la communauté crée elle-même de nouveaux épisodes.

## Système de jeu
Le joueur contrôle l'écureuil Frank, à travers les prairies et les forêts, afin de faire la chasse aux moutons et aux autres animaux - dont il faut parfois qu'il se méfie - et collecter divers objets pour parvenir à ses fins. Frank dispose également d'aptitudes particulières, tel que le vol plané ou le lancer d'os.
Le jeu prend en charge un ou deux joueurs en mode écran partagé, dans ce cas, le second joueur endossera le rôle du singe « Momo ».